# 萨托奈广场

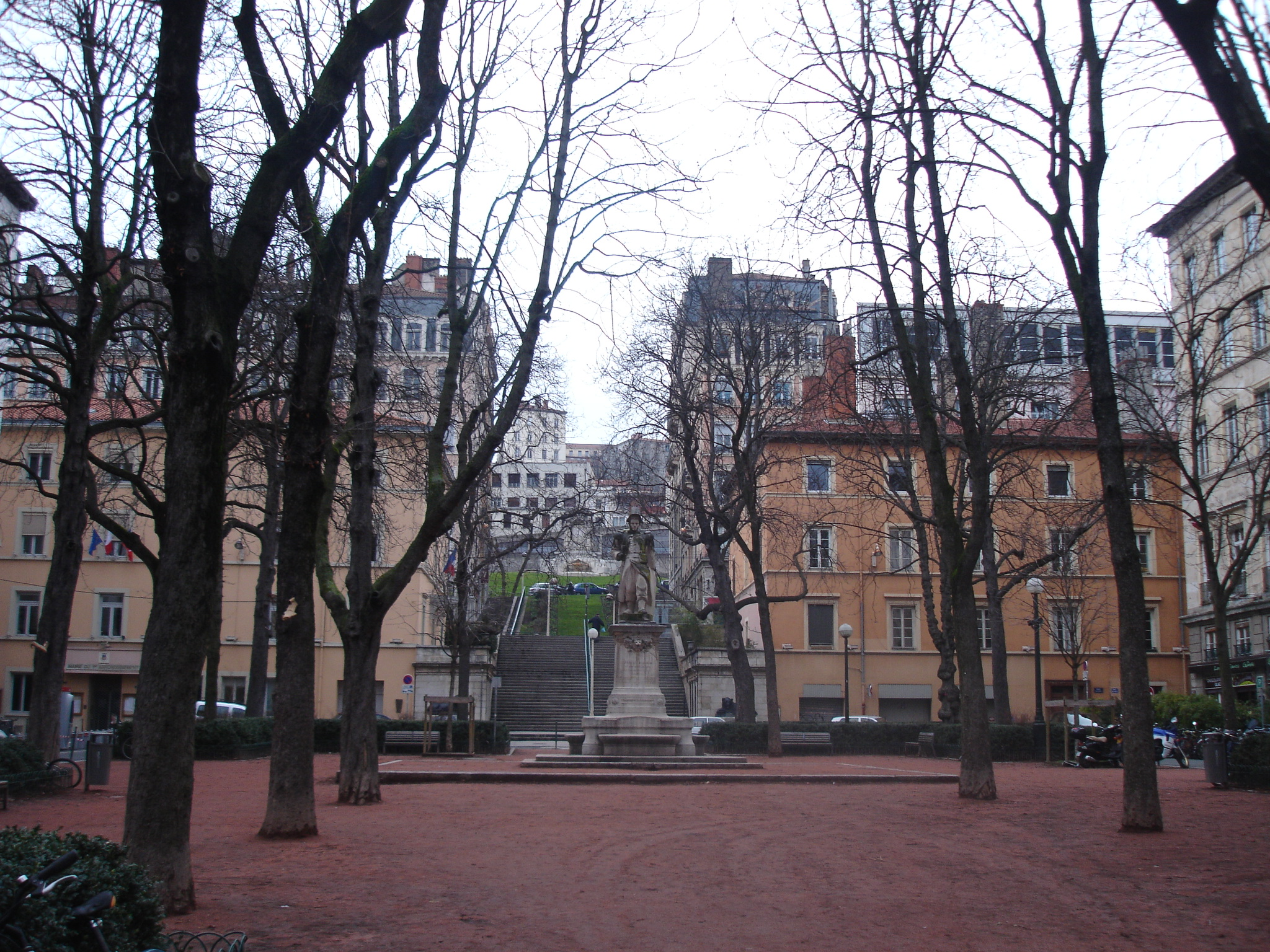
萨托奈广场

萨托奈广场（法語：Place Sathonay，發音：[plas satɔnɛ] ⓘ）是法国里昂的一个广场，位于里昂第一区，红十字山脚下。它得名于1805年至1812年的里昂市长尼古拉-马里-让-克洛德·费伊·德·萨托奈，因为所有重要工程都是在他任内完成。 它目前是里昂第三大广场，属于被联合国教科文组织列为世界遗产的区域。让·佩尔蒂埃称它是“里昂最有趣的广场之一”，因为它拥有和谐的比例，组成其边界的建筑具有美丽的1920年代立面，还有植物园，赋予它“诗歌般的魅力色调”，以及乡村广场的外观。